# The Serpents
The Serpents è un cortometraggio muto del 1912 diretto da Charles L. Gaskill e Ralph Ince.

## Produzione
Il film fu prodotto dalla Vitagraph Company of America.

## Distribuzione
Distribuito dalla General Film Company, il film - un cortometraggio in una bobina - uscì nelle sale cinematografiche statunitensi l'8 maggio 1912.